# 克羅伊登 (新罕布什爾州)
克羅伊登（英語：Croydon）是一個位於美國新罕布什爾州沙利文縣的鎮。

## 人口
根據2020年美國人口普查的數據，克羅伊登的面積為97.20平方千米，當中陸地面積為95.20平方千米，而水域面積為2.00平方千米。當地共有人口801人，而人口密度為每平方千米8人。